# Dixie Willis
Dixie Willis (Dixie Isabel Willis, verheiratete Ingram; * 13. Dezember 1941 in Fremantle) ist eine ehemalige australische Mittelstreckenläuferin, die sich auf die 800-Meter-Distanz spezialisiert hatte.
Bei den Olympischen Spielen 1960 in Rom war sie im Vorlauf mit 2:05,9 min die Schnellste, stürzte aber im Finale und wurde Neunte.
1962 stellte sie mit 2:01,2 min einen Weltrekord auf und siegte über 880 Yards bei den British Empire and Commonwealth Games in Perth in 2:03,85 min.
Bei den Olympischen Spielen 1964 in Tokio konnte sie wegen einer Erkrankung nicht starten.
Viermal wurde sie Australische Meisterin über 880 Yards (1960, 1962–1964) und dreimal über 440 Yards (1960, 1962, 1964).

## Persönliche Bestzeiten
- 440 Yards: 53,4 s, 22. März 1963, Perth (entspricht 53,1 s über 400 m)
- 800 m: 2:01,2 min, 3. März 1962, Perth